# Proborhyaenidae
De Proborhyaenidae zijn een familie van uitgestorven buideldierachtigen uit de Sparassodonta. Het waren carnivoren die tijdens het Eoceen en Oligoceen in Zuid-Amerika leefden.

## Soorten
De familie omvat vier soorten:
- Arminiheringia auceta
- Callistoe vincei
- Paraborhyaena boliviana
- Proborhyaena gigantea

Callistoe is de oudst bekende vertegenwoordiger uit de Proborhyaenidae en bovendien de kleinste. De overige soorten hadden het formaat van een beer, waarmee ze tot de grootste buideldierachtige roofdieren ooit behoren.

## Verwantschap
De Proborhyaenidae vormt samen met de families Borhyaenidae en Thylacosmilidae de Borhyaenoidea. 